# Ferdinand de Brunswick-Lunebourg
Ferdinand (12 janvier 1721, Brunswick – 3 juillet 1792), duc de Brunswick-Lunebourg, général prussien, est le fils de Ferdinand-Albert II de Brunswick-Wolfenbüttel, duc de Brunswick-Bevern, Brunswick-Lüneburg et Brunswick-Wolfenbüttel, et d'Antoinette de Brunswick-Wolfenbüttel.

## Biographie
Il sert d'abord sous Frédéric le Grand, roi de Prusse - qui est son beau-frère - , puis commande pour George II les troupes britanniques et hanovriennes dans la guerre de Sept Ans, 1757, s'empare de Minden et chasse les Français de la Hesse-Cassel (1762). Il quitte le service à la paix (1763), et se consacre le reste de sa vie à la franc-maçonnerie, il est Grand maître au sein de la Stricte observance templière) et à des pratiques théosophiques.
Il est également grand-maître général de l'Ordre des frères de Saint-Jean l’évangéliste d'Asie en Europe et membre des Illuminés de Bavière sous le nom de Aaron, affilié en 1783.
Le savoisien Joseph de Maistre publie en 1782 le Mémoire au duc de Brunswick à l'occasion du convent maçonnique de Wilhelmsbad que doit présider le duc Ferdinand de Brunswick-Lunebourg.
Il laisse des Mémoires, publiés seulement en 1858 à Leipzig par Ernst Julius Georg von dem Knesebeck (de).